# Музей естественной истории Колорадского университета
Музей естественной истории Колорадского университета находится в г. Боулдер, штат Колорадо, и содержит более 4 миллионов экспонатов, посвящённых антропологии, ботанике, энтомологии, палеонтологии и зоологии, а также археологии США, и таким образом, является одной из крупнейших естественнонаучных коллекций. Музей аккредитован Американской ассоциацией музеев (en:American Association of Museums) — подобной чести удостоились всего 18 из существующих 17500 музеев США. При музее также проходят академическую и полевую практику студенты Колорадского университета.